# Hialuronska kislina
Hialuronska kislina je glukozaminoglikan, linearni polimer glukuronske kisline in N-acetilglukozamina, ki se v organizmu nahaja v sklepni maži, steklovini, hrustančevini, steni krvnih žil, koži in popkovnici. Poleg vretenčarjev se hialuronska kislina pojavlja tudi v bakterijskih ovojnicah določenih bakterij, npr. pri nekaterih sevih streptokokov. Zdaleč največja vsebnost hialuronske kisline pa je v petelinjih grebenih. Slednji predstavljajo tudi vir hialuronske kisline za industrijsko uporabo, v zadnjem času pa jo pridobivajo tudi biotehnološko s pomočjo streptokokov (npr. S. zooepidemicus, S. equi).

## Kemijska zgradba
Kemijsko zgradbo hialuronske kisline je v 50-ih letih dvajsetega stoletja odkril Karl Meyer s sodelavci. S pomočjo kemijskih in encimskih metod so odkrili, da gre za linerani polimer, zgrajen iz ponavljajočih disaharidnih enot D-glukuronske kisline (1-β-3) in N-acetil-D-glukozamina (1-β-4). Hialuronska kislina, pridobljena iz tkiv, obstaja v različnih molekulskih masah, v povprečju pa znaša več milijonov. Povprečna dolžina polimerne verige v sklepni maži znaša 3–4 milijone Da, prečiščena hialuronska kislina, pridobljena iz popkovine, pa meri v dolžino povprečno 3.140.000 Da.

## Biosinteza
Hialuronska kislina se sintetizira s pomočjo integralnih membranskih beljakovin hialuronan-sintaz, ki se pri vretenčarjih nahajajo v treh oblikah: HAS1, HAS2 in HAS3. Encimi gradijo verigo hialuronske kisline, tako da na nastajajoči polisaharid izmenično pripenjajo glukuronsko kislino in N-acetilglukozamin. Sintetizirana hialuronska kislina se nato s prenašalno beljakovino ABC prenese skozi celično membrano v zunajcelični prostor.

## Pridobivanje
Uporaba hialuronske kisline v klinične namene se je začela v začetku 80-ih let dvajsetega stoletja, po tem, ko je Endre Balazs odkril način pridobivanja visoko prečiščene visokomolekularne hialuronske kisline, ki ni povzročala vnetnih odzivov, iz popkovine in petelinjih grebenov. Tradicionalni način pridobivanja iz grebenov zamenjuje biotehnološko pridobivanje, s pomočjo bakterijskega vrenja; za industrijske namene se uporablja predvsem bakterija Streptococcus zooepidemicus. Vendar pa s streptokoknim vrenjem pridobljena hialuronska kislina predstavlja tveganje pri klinični uporabi zaradi vsebnosti bakterijskih endotoksinov, zato se je pojavila novejša alternativa pridobivanja rekombinantne hialuronske kisline, pri čemer se uporabljajo različne, tako grampozitivne kot gramnegativne bakterije (Bacillus sp., Lactococcos lactis, Agrobacterium sp., Escherichia coli ...).

## Klinična uporaba
Hialuronska kislina se uporablja intraartikularno pri zdravljenju osteoartroze, saj zavira propadanje hrustanca. Injicira se v tedenskih intervalih, navadno 3–5-krat. Sama hialuronska kislina in njeni derivati se kažejo kot reološko koristno in učinkovito sredstvo za zdravljenje osteoartroze zaradi svojih elastoviskoznih značilnosti. Pri osteoartrozi je namreč zmanjšana elastoviskoznost sklepne maže zaradi zmanjšane velikosti molekul in zmanjšane koncentracije hialuronske kisline zaradi sklepnega izliva ob vnetju. Zaradi tega je zaščita hondrocitov zmanjšana. Pozitivne rezultate terapije opisujejo najhitreje po treh tednih od aplikacije v sklep in najkasneje po treh mesecih. Najdlje trajajoči učinek je šest mesecev. Nekatere študije pa kažejo, da učinek ni dokazljiv in zato uporaba pri zdravljenju osteoartroze ni upravičena.
Uporablja se tudi v kožnih pripravkih za celjenje ran, opeklin, kožnih razjed in kot vlažilno sredstvo. Pogosto se promovira tudi za uporabo v izdelkih proti staranju, vendar ni znanstvenih dokazov, da bi lahko z uporabo na koži ali z zaužitjem hialuronska kislina preprečila procese staranja.
Uporablja se tudi pri določenih oftalmoloških in otoloških posegih ter v estetski medicini za regeneracijo mehkih tkiv.